# Parque nacional de Babia Góra
Parque nacional Babia Góra (en polaco: Babiogórski Park Narodowy) es uno de los 23 parques nacionales de Polonia, situado en la parte sur del país, en el Voivodato de Pequeña Polonia, en la frontera con Eslovaquia. El Parque tiene su sede en el pueblo de Zawoja.
El parque cubre un área de 33,92 kilómetros cuadrados (13,10 millas cuadradas), de los cuales los bosques ocupan 31,98 kilómetros cuadrados (12,35 millas cuadradas). El parque incluye el norte y parte de la vertiente sur del macizo de Babia Góra, de los cuales el pico principal (también conocido como Diablak) es el punto más alto de la sierra de Beskydy Orava a 1.725 metros (5.659 pies). Hay un área protegida llamada Horná Orava en el lado eslovaco del macizo.
La zona de Babia Góra se declaró por primera vez bajo la protección legal en 1933, cuando se creó una Reserva. El 30 de octubre de 1954, fue designada Parque nacional. Desde 1976 ha sido incluido por la UNESCO como Reserva de la Biosfera.